# Myosurus capensis
Myosurus capensis är en ranunkelväxtart som beskrevs av M. Tamura. Myosurus capensis ingår i släktet råttsvansar, och familjen ranunkelväxter. Inga underarter finns listade i Catalogue of Life.